# Чарльз Кондер
Чарльз Едвард Ко́ндер (англ. Charles Edward Conder; 24 жовтня 1868, Тоттенем — 9 лютого 1909, Лондон) — англійський і австралійський художник.

## Біографія
Народився 24 жовтня 1868 року в Тоттенемі (Великий Лондон, Англія) в багатодітній сім'ї інженера-будівельника. Перші роки життя провів в Індії. У 1884 році, у 16 років, його відправили в Сідней, де він працював у свого дядька. Після отримання освіти поступив на державну службу в Австралії, але в 1890 році вирішив присвятити себе мистецтву: протягом декількох років навчався в Парижі, де в 1893 році став співробітником Société Nationale des Beaux-Arts. Також відвідував уроки живопису Альфреда Джеймса Дапліна. У 1895 році здобув репутацію оригінального художника, але був відомий більшою мірою в вузьких колах шанувальників мистецтва. Працював в основному в пасторальному жанрі. В останні роки життя багато хворів, помер в Лондоні 9 лютого 1909 року від сифілісу.

## Творчість
Автор
- сонячних пейзажів («Весна. Гейдельберг», Національна галерея Вікторії, Мельбурн);
- сцен міського життя («Відправлення корабля „Орієнт“- Секула-Кви», 1888, Художня галерея Нового Південного Уельсу, Сідней)[5].